# Hugo Leal
Hugo Miguel Ribeiro Leal (Cascais, 21 mei 1980) is een Portugese voormalig voetballer en huidig hoofdcoach van GD Estoril-Praia.

## Clubvoetbal
Hugo Leal begon zijn carrière in de jeugd van SL Benfica. In het seizoen 1996/97 maakte hij zijn debuut. Na één seizoen in 1998/99 vertrok hij naar Atlético Madrid waar hij in het seizoen 1999/00 mee degradeerde uit de Primera División. Als deze club in het seizoen 2000/01 niet weet te promoveren, vertrekt hij naar het Franse Paris Saint-Germain. Aanpassingsproblemen en blessures zorgen ervoor dat de speler elk seizoen minder komt te spelen en hij vertrekt aan het einde van het seizoen 2003/04 naar FC Porto. Ook daar komt hij weinig aan spelen toe. De middenvelder wordt uitgeleend aan Académica Coimbra. In de zomer van 2005 tekent hij bij SC Braga, maar in januari 2007 wordt in onderling overleg besloten zijn contract te beëindigen.

## Interlandvoetbal
Leal speelde op 19 februari 1999 zijn eerste en enige interland voor Portugal. Hij debuteerde toen tegen Nederland, een interland die werd gespeeld in Parijs. De wedstrijd eindigde in 0-0.

## Trainerscarrière
In 2015 werd Leal hoofdcoach van GD Estoril-Praia.